# Храм Геркулеса Помпейского
Храм Геркулеса Помпейского (лат. Aedes Herculis Pompeiani) ― ныне утраченное древнеримское культовое сооружение, посвящённое Геркулесу. 
Храм находился на Бычьем форуме, традиционном культовом месте героя, потому что, согласно легенде, он победил гигантского Какуса именно в этом месте. Храм был построен в I веке до нашей эры и был восстановлен или перестроен Помпеем Магнусом, а затем носил его имя.
Согласно Витрувию, это был храм ареостиля, где колонны пронаоса находились дальше друг от друга, чем в другом среднем римском храме. Чтобы предотвратить обрушение, крыша и наличник не могли быть слишком тяжелыми, и поэтому они были сделаны из дерева. Храм был украшен бронзовыми или терракотовыми статуями. В общем и целом был типичный этрусский храм. Внутри него стояла статуя Геркулеса, выполненная знаменитым греческим скульптором Мироном из Елевфер.
Согласно тому же Витрувию, Храм Геркулеса находился недалеко от Большого цирка, хотя его точное местоположение так и не было установлено. В фундаменте церкви Святой Марии в Козмедине были найдены остатки некоего храма эпохи Римской республики. Эти руины некоторые исследователи отождествляли с храмом Геркулеса, хотя эта идентификация небесспорна.